# Théodore de Banville
Théodore de Banville (ur. 14 marca 1823 w Moulins, zm. 13 marca 1891 w Paryżu) – francuski poeta i pisarz, przedstawiciel parnasizmu.
Po polsku ukazała się jego komedia wierszem Pocałunek w przekładzie Antoniego Langego. Przekładu sztuki Ogrody króla Ludwika dokonała Maria Aszerówna. Dwa wiersze przełożyła także Bronisława Ostrowska.